# 6. oktober
6. oktober er dag 279 i året i den gregorianske kalender (dag 280 i skudår). Der er 86 dage tilbage af året.
Broderus dag.
Dagen er en af de uheldige i Tycho Brahes kalender.

### Begivenheder
Født - Dødsfald
- 1187 - Sultan Saladin besejrer en korsfarerhær og erobrer derefter Jerusalem.
- 1470 - Englands konge, Henrik 6., der i perioder er sindssyg, og som fængsledes i 1461, løslades og genindsættes.
- 1769 - James Cook ankommer med Endeavour til New Zealand.
- 1777 - Skuespilleren Michael Rosing debuterer i stykket Zaïre af Voltaire.
- 1829 - Fem lokomotiver konkurrerer om at blive valgt til at køre på strækningen Liverpool-Manchester. George Stephensons Rocket vinder.
- 1861 - Demonstrerende studenter lukker universitetet i St. Petersborg
- 1883 - Orientekspressens jomfrurejse fra Paris til Istanbul varer cirka 78 timer.
- 1890 - Mormonerne i Utah tager afstand fra bigami.
- 1895 - I Royal Albert Hall i London indleder den britiske dirigent Henry Wood de populære 'BBC's promenadekoncerter', The Proms.
- 1908 - Østrig annekterer Bosnien og Hercegovina.
- 1911  - Italienske marinere erobrer byen Tripoli i Nordafrika.
- 1918 - Franske tropper erobrer Beirut, Libanon.
- 1928 - I Kina vælges general Chiang Kai-shek til præsident.
- 1937 - Folkeforbundet fordømmer Japans angreb på Kina.
- 1963 - Fodboldlandskampen Danmark-Sverige i Idrætsparken ender 2-2.
- 1973 - Yom Kippur-krigen bryder ud ved at Egypten og Syrien angriber Israel. Premierminister Golda Meir erklærer straks, at angrebene er slået fejl, men det viser sig snart, at israelerne denne gang er taget på sengen.
- 1974 - Racerkøreren Emerson Fittipaldi bliver verdensmester i formel 1.
- 1976 - Den nyvalgte kinesiske leder Hua Guofeng beordrer arrestationen af firebanden og afslutter dermed kulturrevolutionen.
- 1981 - Skandinaviens første hjertetransplantation gennemføres i Oslo.
- 1981   - Egyptens præsident Anwar Sadat og hærchefen general Hafez myrdes ved attentat i Cairo under en militærparade. En gruppe soldater bryder ud af paraden og angriber tilskuertribunen med geværer og håndgranater.
- 1983 - Englands konservative regeringsparti rystes ved meddelelsen om, at den 52-årige handelsminister Cecil Parkinson har besvangret sin sekretær, Sara Keays.
- 1989 - Dalai Lama får Nobels fredspris for sin ikke-voldelige kampagne mod Kinas besættelse af Tibet
- 1992 - Det Kgl. Teater meddeler, at chefstillingen efter Boel Jørgensen bliver besat af departementschef i Forsvarsministeriet, Michael Christiansen.
- 1995 - Efter et kaotisk landsmøde i Fremskridtspartiet fem dage tidligere, hvor den tidligere leder Pia Kjærsgaard mistede al magt i partiet, bryder hun og tre andre fra partiet ud og stifter et nyt parti - Dansk Folkeparti.
- 1996 - 2 omkommer og 19 såres, da Hells Angels klubhus i Titangade, København udsættes for raketangreb.
- 2002 - Den danske tennisspiller Kenneth Carlsen vinder Japan Open i Tokyo.
- 2007 - Dronning Margrethe besøger Sydkorea.
- 2008 - OMXC20 har det største fald i danmarkshistorien, hvor kursen på de 20 aktier ved lukketid kl. 17 var faldet med 11% i forhold til kursværdien om morgenen.

### Født
- 1522 - Matteo Ricci, italiensk jesuitisk missionær i Kina (død 1610).
- 1742 - Johan Herman Wessel, dansk-norsk digter (død 1785).
- 1773 - Ludvig-Filip, konge af Frankrig 1830-48 (død 1850).
- 1808 - Frederik 7., dansk konge (død 1863).
- 1820 - Jenny Lind, svensk operasanger (død 1887).
- 1866 - Nina Bang, dansk minister (død 1942).
- 1872 - Hans Peter Hansen, dansk forsvars- og finansminister (død 1953).
- 1882 - Karol Szymanowski, polsk komponist (død 1937).
- 1887 - Le Corbusier (Charles-Edouard Jeanneret-Gris), schweizisk malerer og arkitekt (død 1965).
- 1888 - Roland Garros, fransk pilot (død 1918)
- 1906 - Janet Gaynor, amerikansk skuespiller, vinder af den første Oscar nogensinde (død 1984).
- 1908 - Carole Lombard, amerikansk skuespiller (død 1942).
- 1908 - Bjarne Henning-Jensen, dansk filminstruktør (død 1995).
- 1910 - Meta Ditzel, dansk politiker og kvindesagsforkæmper (død 1999).
- 1912 - Inge Hvid-Møller, dansk skuespiller (død 1970).
- 1914 - Thor Heyerdahl, norsk etnolog og opdagelsesrejsende (død 2002).
- 1923 - Nanna Ditzel, dansk designer (død 2005).
- 1927 - Birgit Brüel, dansk sanger og skuespiller (død 1996).
- 1930 - Hafez Al-Assad, syrisk præsident 1971-2000 (død 2000).
- 1949 - Niels Bjerrum, dansk kemiker og professor.
- 1942 - Britt Ekland, svensk skuespiller.
- 1943 - Kent Illum Petersen, dansk jazzmusiker.
- 1968 - Bjarne Goldbæk, dansk fodboldspiller.
- 1971 - Jacob Laursen, dansk fodboldspiller.
- 1975 - Martin Jørgensen, dansk fodboldspiller.
- 1975 - Oliver Bjerrehuus, dansk model.
- 1979 - Josephine Touray, dansk håndboldspiller.
- 1984 - Emiliya Turey, russisk håndboldspiller
- 1989 - Heini Andersen Corfitz Gilstón, guitarist og kor i dansk/færøske The Dreams.

### Dødsfald
- 1892 - Alfred Tennyson, britisk forfatter (født 1809).
- 1967 - Per Gundmann, dansk skuespiller (født 1906).
- 1981 - Anwar Sadat, præsident i Egypten 1970-81 og modtager af Nobels Fredspris (født 1918).
- 1985 - Nelson Riddle, amerikansk orkesterleder (født 1921).
- 1989 - Bette Davis, amerikansk skuespiller (født 1908).
- 1989 - Harald W. Lauesen, dansk-tysk maler (født 1913)
- 1992 - Denholm Elliott, engelsk skuespiller (født 1922).
- 2020 − Eddie Van Halen, Nederlandsk-Amerikansk musiker (født 1955).

|  | Denne datoartikel kan blive bedre, hvis der indsættes et (bedre) billede Du kan hjælpe ved at afsøge Wikimedia Commons for et passende billede eller uploade et godt billede til Wikimedia Commons iht. de tilladte licenser og indsætte det i artiklen. |